# Trichia decipiens
Trichia decipiens ist eine weltweit verbreitete Art der Schleimpilze aus der Ordnung der Trichiida.

## Beschreibung
Das Plasmodium ist weiß und bei Reife rosa bis rot. Die kleine bis große Ansammlungen bildenden, glänzend oliv bis gelb-olivfarbenen oder braunen Fruchtkörper sind meist gestielte, selten ungestielte Sporangien. Sie sind kegelförmig bis birnenförmig, bis 3 Millimeter hoch und messen 0,6 bis 0,8, selten bis 1,3 Millimeter im Durchmesser.
Der Hypothallus ist verbreitert, glänzend farblos bis braun und häutig. Der zylindrische Stiel ist runzelig, am Ansatz dunkelbraun und nach oben hin heller werdend, und gefüllt mit bis zu 1 Millimeter langen, sporenähnlichen Vesikeln. Das feste oder häutige Peridium ist gelb, an dünnen Stellen oft durchscheinend, nach unten jedoch verdickt und als tiefer, bis ansatzweise seichter Calyculus überdauernd.
Das in der Masse olive bis oliv-gelbe Capillitium besteht aus unverwachsenen, einfachen oder verzweigten, tief olivgelben, 5 bis 6 Mikrometer dicken Elateren, die als drei bis fünf hervorstehende Spiralstränge reliefiert sind und zu den Enden hin spitz zu laufen. Die Sporenmasse ist oliv gelb bis olivfarben, im Durchlicht blass olivgelb, gelegentlich mit einem noch blasseren Abschnitt. Die Sporen sind 10 bis 13 Mikrometer im Durchmesser, sie haben größtenteils eine netzförmige Oberfläche, die restliche Oberfläche ist dicht warzig oder stachlig.

## Verbreitung und Ökologie
Die Art ist weltweit verbreitet. Sie findet sich das ganze Jahr über auf Totholz von Nadel- und Laubbäumen. Der Pilz ist unter anderem vergesellschaftet mit Arten der Gattungen Trichia, Arcyria und Cribraria sowie dem Blutmilchpilz und Stemonitis typhina.

## Systematik und botanische Geschichte
Trichia decipiens wurde 1795 durch Christian Hendrik Persoon anhand einer Aufsammlung von 1778 aus einem Wald in Chemnitz als Arcyria decipiens erstbeschrieben und 1899 durch Macbride in die Gattung Trichia überstellt.

## Nachweise
1. 1 2 3 4 5  Marie L. Farr: Myxomycetes. In: Flora Neotropica. Band 16. The New York Botanical Garden, New York 1976, ISBN 0-89327-009-1, S. 88–89.
2. ↑  Hermann Neubert: Die Myxomyceten Deutschlands und des angrenzenden Alpenraumes unter besonderer Berücksichtigung Österreichs. Band 1. Karlheinz Baumann Verlag, Gomaringen 1993, ISBN 3-929822-00-8. S. 258.